# Sch
Sch是德語的三合字母，代表 /ʃ/ 音，發音為英文字 "fish" 中的 'sh'。此外亦曾使用於中世紀波蘭語的拼寫中。 
在中古英語，sch也是一個熱門的音素字母，發音與德語 /ʃ/ 相同。其取代了古英語早期拼寫中的sc，後來在近代英語中被sh的拼字所取代並繼承發音。
在德語，若t添加於本字母前頭，會成為四合字母tsch變成 /ʧ/ 的音，發音為英文字"chips"中的 'ch'。同樣地，德語在外來語添加'd'使成為四合字母dsch，用來表示英語字母中「j」的發音/ʤ/，例如德語（jungle）。